# Lembové
Lembové jsou jednou z mnoha etnických skupin, jejichž počet je odhadován okolo 80 000 členů. Podle tradice byli jejich předky Židé, kteří utekli z Izraele asi před 2 500 lety. Dnes tito lidé žijí převážně v centrálním Zimbabwe a na severu jižní Afriky.
Přestože se Lembové hlásí k židovskému národu, mluví bantuskými jazyky podobně jako jejich nejbližší sousedé. V současnosti najdeme mezi etnikem spoustu vyznavačů křesťanství či islámu, avšak jejich zvyky a víra se úzce podobají judaismu.
Slovo „lemba“ může mít více významů. Pravděpodobně pochází ze svahilštiny a znamená něco jako „neafrický“ nebo „uznávaný cizinec“.

## Původ Lembů
Lembové jsou podle tradice etnikem, které přišlo do Afriky ze Seny před 2 500 lety. V současnosti předpokládáme, že tehdejší Sena ležela na území dnešního Jemenu.
Při putování Židů na africký kontinent došlo k jejich rozmístění na velké území. Jedna skupina obyvatel zůstala na území dnešní Etiopie a druhá putovala dál na jih. Tito lidé se pak usadili v oblasti jihovýchodní Afriky (od území Keni až po Mosambik). V současnosti žije největší počet Lembů v oblasti Zimbabwe.
Židovský původ Lembů dokládá i vědecká studie z Londýna. Výzkum pomocí zkoumání genetické skladby Lembů a židovských etnik Levítů a Izraelců prokázal, že předkem obou skupin je Aaron (starší bratr Mojžíše), který žil v oblasti Blízkého Východu přibližně před 3 000 lety. Podle studie jsou mužské geny Lembů velmi podobné těm, které vědci popsali u židovské populace. Zvlášť silná podobnost byla prokázána u kmene Buba, který je považován za přímé potomstvo izraelských Židů.

## Zvyky Lembů podobající se židovským
V lembské kultuře najdeme znaky stejných zvyků jako u Židů.
- věří pouze v jednoho Boha Nwali, který je stvořitelem všech věcí
- jeden den v týdnu je považován za svatý. V tento den Lembové uctívají svého Nwali a děkují mu za jeho péči. Učí také své děti, aby uctívali svého otce a matku.
- Lembové dělají obřízku všem chlapcům ve věku osmi let. Je vykonávána v domácím prostředí, ale v současnosti i v nemocnicích, proti čemuž domorodci protestují.
- nejedí vepřové maso ani jiné maso, které je zakázáno ve Starém Zákoně
- řídí se podle lunárního kalendáře
- hlavy pohřbených Lembů musí vždy směřovat k severu. Náhrobky jsou zdobeny židovskou šesticípou hvězdou.
- muž z etnika Lemba by se měl oženit se ženou ze stejného etnika

## Tradice Lembů
Podle tradice by si žádný Lemba neměl vzít protějšek z jiného etnika, aby byla zachována dlouhodobá tradice. Pokud k tomu přesto dojde, musí se stát „ne-Lemba“ řádným členem etnika. Avšak přijetí mezi ostatní je velmi obtížné především pro muže. Pokud se ke kmenu přivdá žena, musí přijmout všechny jejich tradice. Musí se učit jejich náboženství a zvykům. Pokud jejich víru nepřijme, jsou ona i její muž, který je řádným Lembem, vyloučeni ze společnosti.
Tradice také vypráví již po staletí o tzv. Ngona Lungundu. Podle Lembů se jedná o posvátný buben, který si přinesli ze Seny. Podle názorů vědců by se mohlo jednat o Archu úmluvy, což byla truhla s nejcennějšími židovskými předměty. Truhla se ztratila v roce 587 př. n. l. po zničení Jeruzalémského chrámu. Byla objevena pouze sedm set let stará replika, která je dnes v muzeu v Harare.

## Uznání židovské identity
Všechny uznávané židovské větve mají mateřské linie předávání judaismu. Tyto podmínky však lembské etnikum neplní, tudíž ho nikdy neuznají ortodoxní věřící jako samostatnou skupinu Židů. Několik židovských skupin na světě se ale přiklání k teorii, že Lembové představují ztracenou větev judaismu. Lembové žádají zimbabwskou poslaneckou sněmovnu o uznání židovského statusu.

## Důkazy o lembském etniku ve Velkém Zimbabwe
Velké Zimbabwe existovalo v období 13.–16. století jako královské město tehdejších panovníků. Rozkládalo se na ploše cca 730 ha a v době jeho největšího rozkvětu zde mohlo žít až 18 000 lidí. Podle ústní tradice přišli Lembové do této oblasti za zlatem. Nutno podotknout, že se vypracovali na zdatné zlatokopy a umělce ve zpracování kovu. Existuje i několik důkazů, které prokazují přítomnost Lembů ve Velkém Zimbabwe:
- nalezené předlohy obřezaných mužských pohlavních orgánů (podle mnoha spekulací mohli být Lembové těmi, kdož zanesli tradici obřízky do Afriky)
- podobnosti ve zvycích pohřbívání v nalezených hrobech tehdejšího Zimbabwe a lembské kultury
- podobnosti starého jazyka Lembů a dialektu kmene Karanga ze Zimbabwe